# Girl With Basket of Fruit
Girl with Basket of Fruit è l'undicesimo album del gruppo musicale statunitense Xiu Xiu, pubblicato l'8 febbraio 2019. Segue l'album del 2017 del gruppo musicale, Forget, ed è stato coprodotto dal membro Angela Seo e da Deerhoof, Greg Saunier. L'album è supportato dal singolo principale Scisssssssors, che è stato pubblicato con un video musicale di accompagnamento.

## Tracce
1. Girl with Basket of Fruit – 4:16
2. It Comes Out as a Joke – 3:01
3. Amargi ve Moo – 4:51
4. Ice Cream Truck – 2:38
5. Pumpkin Attack on Mommy and Daddy – 5:01
6. The Wrong Thing – 4:55
7. Mary Turner Mary Turner – 3:48
8. Scisssssssors – 4:27
9. Normal Love – 3:38